# 2014年冬季奥林匹克运动会汤加代表团
湯加在2014年俄羅斯索契冬季奧運會代表團由一名雪橇運動員和兩位官員所組成。這是該國首次參加冬季奧運會。為此，湯加政府特意提供了2萬7千元美金為團隊的旅費。

## 獎牌
| 隊伍 | 金牌 | 銀牌 | 銅牌 | 總數 |
|      | 0    | 0    | 0    | 0    |

## 選手概況和成績
富赫·塞米（Fuahea Semi）是唯一一位代表湯加出戰本屆冬季奧運會的運動員。在2010年，他本有機會參加當屆在溫哥華舉行的冬季奧運會，但由於在賽前的資格賽發生意外而未能出線。2012年，他為賺取贊助費，而改名為德國內衣品牌布魯諾·巴納尼（Bruno Banani）。國際奧委會副會長托馬斯·巴赫因而批評這「很沒有品」。

### 雪橇
| 運動員        | 項目     | 第一輪 | 第一輪 | 第二輪 | 第二輪 | 第三輪 | 第三輪 | 第四輪 | 第四輪 | 總計     | 總計 |
| 運動員        | 項目     | 時間   | 排名   | 時間   | 排名   | 時間   | 排名   | 時間   | 排名   | 時間     | 排名 |
| ------------- | -------- | ------ | ------ | ------ | ------ | ------ | ------ | ------ | ------ | -------- | ---- |
| 布魯諾·巴納尼 | 男子單人 | 53.656 | 34     | 53.637 | 31     | 53.162 | 30     | 53.221 | 32     | 3:33.676 | 32   |

## 資料來源
1. ↑   (PDF). http://www.olympic.org/. Sochi 2014 Olympic and Paralympic Organizing Committee. 7 February 2014  [7 February 2014]. （原始内容存档 (PDF)于2016-03-03）.
2. ↑   (PDF). The International Olympic Committee (IOC). February 23, 2014  [23 February 2014]. （原始内容存档 (PDF)于2016-03-03）.
3. 1 2  . Yahoo Sports (Yahoo). 23 December 2013  [10 January 2014]. （原始内容存档于2014-01-05）.
4. ↑  . Tonga Daily News.   [10 January 2014]. （原始内容存档于2013-12-19）.
5. ↑  "Tongan athlete narrowly misses out on Winter Olympics" （页面存档备份，存于） Australian Broadcasting Corporation 2010 2 1
6. ↑  "Luge ‘hoaxster’ name change now legal, just wants to race for Tonga at Sochi Olympics" （页面存档备份，存于） Vancouver Sun 2013 2 1
7. ↑  "Luge-Tongan changes name to brand in bid for Olympic glory" （页面存档备份，存于） Reuters 2012 2 11